# Галин Михайлов
Галин Михайлов е български футболист, полузащитник в отбора на ПФК Берое (Стара Загора). Висок е 177 см и тежи 72 кг. Преди да заиграе в Берое се е състезавал за ФК Верея (Стара Загора), където и голмайстор на А ОФГ Стара Загора, сезон 2004/05 с екипа на ФК Верея (Стара Загора)
Има две деца - Диана, родена 2012 и Изабела, родена 2017. Баща му е Николай Михайлов и майка му е Диана Любомирова

## Любопитно
- Галин Михайлов е дългогодишният приятел на фолк певицата Мария Кирова.